# (6479) Leoconnolly
(6479) Leoconnolly (1988 LC) – planetoida z pasa głównego asteroid okrążająca Słońce w ciągu 4,23 lat w średniej odległości 2,61 j.a. Odkryta 15 czerwca 1988 roku.